# Chaotic (serie animata)
Chaotic è una serie animata canadese, andata in onda dal 2006, creata da Martin Rauff. Negli Stati Uniti è andata in onda su 4Kids TV, mentre in Canada su Teletoon e in Italia su Rai 2. Le animazioni sono della Bardel Entertainment per la prima stagione e Dong Woo Animation per la seconda e terza stagione.

## Doppiaggio

### Originale
- Darren Dunstan - Kaz Kalinkas, Wamma
- Jason Griffith - Tom Majors, Frafdo, Zhade
- Rebecca Soler - Sarah
- Gary Mack - Klay, Iparu
- Eric Stuart - Magmon
- Marc Thompson - Peyton, Chaor, Najarin
- Emily Williams - Krystella

### Italiano
- Stefano Crescentini - Tom Majors